# Długie (Krosno)
Długie [pronunciación en polaco: /ˈdwuɡʲɛ/] es un pueblo ubicado en el distrito administrativo de Gmina Jedlicze, dentro del Condado de Krosno, Voivodato de Subcarpacia, en el sur de Polonia oriental. Se encuentra aproximadamente a 2 kilómetros al sur de Jedlicze, a 8 kilómetros al oeste de Krosno, y a 45 kilómetros al suroeste de la capital regional Rzeszów.